# چرخند لیلا
چرخند لیلا نخستین چرخندی بود که پس از چرخند ۱۹۹۰ آندراپرادش، نواحی جنوب شرقی هند را در ماه اردیبهشت تحت تأثیر خود قرار داد.
چرخند لیلا که نخستین توفند اقیانوس هند شمالی در فصل چرخند سال ۲۰۱۰ بود، در روز ۱۷ ماه می‌با عبور از یک منطقهٔ همرفتی پایدار بر فراز خلیج بنگال شدت یافت، سپس با حرکت به سمت شمال غرب و نزدیک شدن به هند، در روز ۱۹ می‌به یک توفان چرخندی سنگین تبدیل شد. روز بعد لیلا وارد خشکی آندرا پرادش شده و با دور شدن از خلیج بنگال با این که از شدت و سرعتش کاسته شده‌بود موجب سیل و خسارت نسبی در امتداد مسیر حرکتش شد. چرخند لیلا سرانجام در حالی که منجر به مرگ ۶۵ نفر شده بود، در روز ۲۱ ماه می‌از میان رفت.